# Marie Laurent
Pour les articles homonymes, voir Laurent.
Ne doit pas être confondue avec Marie Laurent, épouse Pasteur.
Répertoire
Les Érinnyes de Leconte de Lisle (1873)
Marie Laurent est une actrice française née le 22 juin 1825 à Tulle (Corrèze) et morte le 5 juillet 1904 à Villiers-le-Bel  (Seine-et-Oise).

## Biographie

### Jeunesse
De son vrai nom Marie-Thérèse-Désirée Alliouz-Luguet, elle appartient à une dynastie d'acteurs qui se sont illustrés à Paris depuis le début du XIXe siècle. Fille du comédien Michel-François Alliouz-Luguet dit Michel Luguet (1787-1852) et de la danseuse Thérèse-Joséphine-Sextidi Bénéfand, elle est la nièce de la danseuse Mademoiselle Malaga (1786-1852) et la demi-sœur de l'acteur René Luguet (1813-1904).

### Carrière
Elle débute en 1847 au théâtre de l'Odéon. Elle passe en 1851 au théâtre de la Porte-Saint-Martin, puis au théâtre de l'Ambigu, au théâtre des Nations. En 1882, elle est au théâtre de la Gaîté avant de revenir à la Porte-Saint-Martin en 1884.
Marie Laurent triompha particulièrement dans Les Érinnyes de Leconte de Lisle, dans le rôle de Klytaimnestra, tant à sa création, le 6 janvier 1873, qu'à sa reprise, le 16 mars 1889.

### Dernières années
Le 6 juin 1901, les principaux artistes des théâtres parisiens organisent une représentation au bénéfice de celle qui était leur doyenne, au théâtre de l'Opéra.
Elle meurt trois ans plus tard à Villiers-le-Bel, où elle s'était retirée, et repose depuis au cimetière de Montmartre (10e division).

### Vie privée et engagements
Marie Laurent épouse le 3 mai 1845 le  baryton Pierre-Marie Quillevéré dit Pierre Laurent (1821-1852). De ce mariage naissent deux enfants :  Félix-Pierre-François (1846-1901) et Charles-Michel-Clément (1849-1928), journaliste politique.
Veuve, elle se remarie le 16 décembre 1857 à Paris avec l'acteur Maurice Bénite dit Maurice Desrieux (1829-1876).
Elle participe à la défense de Paris en 1870-1871 en dirigeant une ambulance à la Porte Saint-Martin. Elle fonde également l'Orphelinat des Arts en octobre 1880, au 69 rue de Vanves (actuelle rue Raymond Losserand), pour offrir à des jeunes filles de cinq à dix-huit ans une éducation artistique.

## Distinctions
- Chevalier de la Légion d'honneur (décret du ministre de l'Intérieur du 12 juillet 1888). Parrain : Anatole de La Forge, vice-président de la Chambre des députés.

## Hommages
En 1935, la ville de Paris baptisa de son nom l'allée Marie-Laurent dans le  20e arrondissement.
Sa ville natale, Tulle, possède une « salle des fêtes Marie-Laurent » au 19 de l'avenue Alsace-Lorraine, ainsi qu'une « rue Marie-Laurent ».